# Brochoneura dardainei
Brochoneura dardainei är en tvåhjärtbladig växtart som beskrevs av Édouard Marie Heckel. Brochoneura dardainei ingår i släktet Brochoneura och familjen Myristicaceae. Inga underarter finns listade i Catalogue of Life.